# 2014年安坑氣爆事故
2014年安坑氣爆事故，是2014年8月15日中午12時，發生在臺灣新北市新店區安康路2段159巷「永保安康社區大樓」的A棟三樓某戶民宅發生的天然氣外洩爆炸事件。共計有15人輕重傷送醫，其中1名1歲4個月男童送醫不治死亡，隔日祖母宣告不治，9月15日受傷送醫的3歲女童於下午4時因多重器官衰竭引發敗血症病逝。現場住戶說，先前就有聞到濃厚瓦斯味道，曾向瓦斯公司反映，瓦斯公司只簡單處理，並說是沼氣問題。爆炸聲連當時位於安坑國小上暑期輔導班之師生們也都聽得一清二楚，看見往浪漫貴族公車站處飄出大量黑煙。欣欣天然氣公司總經理李清國17日首次彎腰鞠躬，並表示「很抱歉」發生這次事件，今後會以專業執行瓦斯測漏，欣欣也會負起應有的責任。

## 事件經過
新北市新店區安康路二段159巷「永保安康社區大樓」的A棟三樓某戶民宅，發生火警引發天然氣氣爆。位於「品值寶鎮社區」的些許一、二樓住戶及店家也慘遭嚴重波及，同社區之F棟五樓某戶住宅因靠馬路口之氣密窗沒受氣爆波及而有記者前去採訪。

## 救災處理
- 中午11時46分新北市政府消防局收到報案，指出新店區安康路二段159巷，永保安康社區大樓，發生氣爆火警，氣爆後周邊碎片散落數10公尺遠。消防局立即派遣安康消防分隊等單位，大量人力前往搶救並疏散住戶。
- 消防人車到達現場時，現場已經濃煙瀰漫，火場為3樓，一樓有全家便利超商，二樓為幼兒安親班。
- 新北市消防局下午表示，新店氣爆火警，初步控制熄滅火勢，並在火場救出11人嗆傷送醫，一共出動車輛38車，消防人員97名。分別送往新店耕莘醫院5名、新店慈濟醫院2名、衛生福利部雙和醫院3名、台北市萬芳醫院1名。

## 傷亡情況
- 送新店耕莘醫院治療的5人，分別為70多歲的林姓夫婦、李姓女子、與9個月大的女童、輕微擦傷的林姓男子。
- 送新店慈濟醫院治療的2名為輕微嗆傷的陳姓老夫婦。
- 送衛生福利部雙和醫院的是傷勢較嚴重的3名，分別是在地下3樓電梯井墜落的30多歲張姓全身燒燙傷的男子、意識清楚的3歲陳姓女童、送醫時已無呼吸、心跳的姓名不詳且全身燒燙傷男童。
- 送台北市萬芳醫院1名傷患，為氣爆時受傷的50多歲女子，送醫時無意識，全身燒燙傷，左手開放性骨折，全身有90%二度燒傷。

## 類似事件
- 2014年臺灣高雄氣爆事故

## 文內注釋
1. ↑  .   [2014-08-15]. （原始内容存档于2014-08-17）.
2. ↑  .   [2014-08-16]. （原始内容存档于2014-08-18）.
3. ↑  新店氣爆 電腦炸過街哭聲猶存 （页面存档备份，存于）中央社，103年8月15日
4. ↑  新店氣爆 住戶：瓦斯公司草率 （页面存档备份，存于）中央社，103年8月15日
5. ↑  新店氣爆 欣欣總經理鞠躬抱歉 （页面存档备份，存于）中央社，103年8月17日